# Amerikansk realisme
Amerikansk realisme eller American Scene betegner en realistisk stilretning inden for maleriet i USA opstået i de første årtier af 1900-tallet. Et særkende er en virkelighedsnær gengivelse og en ofte socialkritisk fremstilling af "typist amerikansk" livsstil og opfattelse. Amerikansk realisme regnes for den første egentlige nationale kunststil i USA. Stilistisk står den nær den såkaldte Neue Sachlichkeit ("ny saglighed") og genremaleriet.

## Oprindelseshistorie

### Begyndelsen
Begyndelsen på amerikaniseringen inden for moderne kunst i det 20. århundrede sættes almindeligvis i forbindelse med første verdenskrig. En vigtig forbereder var galleriejeren Alfred Stieglitz i New York, der i sit galleri 291 arrangerede de første udstillinger med europæiske kunstnere som Marcel Duchamp og Francis Picabia, men dog snart skulle vende sig bort fra europæisk modernisme. I sit eget fotografiske arbejde helligede Stieglitz sig især det moderne bylandskab i New York (Old and New New York, 1910) og dokumenterede dermed symbolsk overgangen fra den gamle til den nye verden.
Som det der for alvor gav stødet betragter kunsthistorikere imidlertid almindeligvis det omfattende Armory Show, der 1913 fandt sted i New York, og som tydeliggjorde det europæiske "hegemoni" inden for billedkunsten i en sådan grad at det af amerikanske kritikere føltes som en hån eller fornærmelse mod den hjemlige kultur. Mangte kunstnere, der en tid havde følt sig "mindreværdige" eller "ansigtsløse" over for den traditionsrige, dominerende kunstverden i Europa og dens fortalere, reagerede først med irettesættelse, men imødegik det efter en kort selvbesindelsesperiode senest fra begyndelsen af tyverne med en usædvanlig patriotisk-konservativ regionalisme i udtryk og billedsprog.

### Amerikansk præcisionisme
Søgningen efter identitet og tilsvarende autoritet fandt især sted ved tematisering af den ekspanderende urbanisering og industrialisering af Den Nye Verden: stilistiske lån fra kubisme og futurisme frembragte især den amerikanske præcisionisme: dér forekom især geometriske og "teknoide" stilelementer. Hovedrepræsentanter for præcisionismen var Ralston Crawford, Charles Demuth, Georgia O'Keeffe og Charles Sheeler. Sheeler eksperimenterede med fotorealistisk fremstilling af store industrianlæg; da han foretrak fotografier som modeller for sine arbejder, kan han betragtes som den første "fotorealist". Georgia O'Keeffe udvidede denne fotografiske betragtningsmåde til et næsten mikroskopisk syn på tingene, idet hun ganske vist afbildede organiske former og strukturer realistisk, men ved en formatfyldende forstørrelse samtidig igen bevirkede en abstrahering. Hendes første enkeltudstilling i galleri 291 april 1917 viste halvvabstrakte kultegninger, der ikke orienterede sig mod europæiske samtidige. Ralston Crawford, der afbildede klare, flade og geometriske by-og industrilandskaber, kan betegnes som en tidlig forgænger for "farvefeltsmalerier" og pop-art.

### Socialkritisk og psykologiserende realisme
Til de tidlige repræsentanter for det socialkritiske maleri hørte medlemmerne af den såkaldte Ashcan School, grundlagt 1908 i New York og i begyndelsen også kendt som The Eight; de benyttede især samfundsmæssige temaer med motiver fra storbyen. Deres værker, der ofte stilistisk var orienteret mod tidlige pressefotografier, fremstillede eksempelvis fattige mennesker fra slummen, drankere, kriminelle, ulykker og forbrydelser. Blandt medlemmerne var blandt andre George Wesley Bellows, Robert Henri, George Benjamin Luks, Maurice Prendergast og John French Sloan. Enkelte kunstnere sluttede sig senere til den politiske venstrefløj eller fagbevægelsen.
Efter den blomstrende økonomi i de brølende tyvere fulgte den sorte torsdag 1929 som med Den Store Depression i 1930'erne førte til omfattende begrænsninger i det sociale og kulturelle liv. Kunstverdenen reagerede med en samfundsmæssig kritik af "The American Way of Life" (amerikansk livsstil), der nu pludselig var bestemt af arbejdsløshed og fornyet migration. Især afspejler Edward Hoppers arbejder den nye stemning der nu var præget af tomhed, meningsløshed og mangel på mål.
Hopper var i stand til at forøge en psykologiserende realisme ved et virtuost spil med lys og skygger og af en skånselsløs fremstilling af ensomhed og anonymitet hos det "moderne menneske" i gådefuldt fremmedartede, næsten surrealistiske billedverdener. Hopper stillede sig derved konsekvent imod sine samtidiges endnu af teknokratisk eufori bestemte emnevalg: hans temaer er trøstesløse scenarier fra en landsby- eller småborgerlig overfladeidyl med forfaldne hytter og forladte huse, der hverken byder på varme eller beskyttelse. De ensomme figurer på hans storbymæssige skuepladser, for det meste kontorer og lurvede moteller er fremstillet køligt, distanceret og uden medfølelse; de er karakteriseret af en nøgtern analytisk betragtning hvor betragteren, altså maleren selv, ikke synes at være delagtig. Et af de kendteste værker af Hopper er Nighthawks ("natteravne")  fra 1942 der hører til de mest populære billeder fra 20. århundrede.

### Amerikansk regionalisme
Grant Woods arbejder – præget af lokalkolorit fra Midtvesten – udmærker sig som Hoppers værk af stilistisk præcis og distanceret virkende bearbejdning. I Woods arbejder afspejles det amerikanske landlivs puritanske bigotteri, hykleri. Wood, der havde opholdt sig flere år i Europa, beklagede sig som sine amerikanske kolleger over den manglende accept på den europæiske kunstscene. I sit værk koncentrerede Wood sig i en senere alder næsten udelukkende om en egentlig regionalisme, der i stil og ikonografi trak på sengotik og gammelnederlandsk maleri. Kunstneren lod sig knap påvirke af den europæiske avantgarde, men der kan påvises en stilistisk nærhed til "ny saglighed" hos Franz Radziwill og Christian Schad. Grant Woods mest kendte værk er vel American Gothic fra 1930 af et gårdmandspar der står foran et hus. Skønt det blev afvist af kritikerne, der så en satirisk anklage, var billedet uhyre populært i 1930'erne. Personfremstilling og billedkomposition blev i de følgende år kopieret af mange kunstnere, og titlen "American Gothic" blev synonym for disse varianter af amerikansk realisme. I almindelighed er emnerne hos regionalisterne karakteriseret af motiver fra et provinsielt lilleby-miljø (gårde, landbrugslandskaber, bønder på markarbejde og lignende) der viser hen til en patos fra den frie amerikanske pionerånd, der var ved at forsvinde i midten af 1930'erne på grund af den økonomiske krise.
Andre kendte regionalister var Thomas Hart Benton, George Biddle, Andrew Wyeth og Marsden Hartley. Hartley kom oprindelig fra det traditionelle maleri og orienterede sig mod den europæiske avantgarde, her især Kandinskij, indtil han til sidst fandt sit eget figurativt-abstrakte billedsprog som han omsatte i genrebilleder og søstykker, der handler om hans hjemegn Maine. Hartley blev i 1930'erne en af anførerne for sin tids regionalisme.
Den nye nationalbevidsthed i den endnu unge amerikanske kunstbevægelse vakte også interesse i den amerikanske regering: et hjælpeprogram for kunstnere blev iværsat under Franklin D. Roosevelts regering. Der blev oprettet et føderalt agentur Works Progress Administration (WPA), som både skulle være en jobsskabende foranstaltning og fremme "folkekunst" og dertil fastsætte en "standardkvalitet" for amerikansk kunst. Denne såkaldte "projekt-realisme" eller "WPA-realisme" var af central betydning for udviklingshistorien i det 20. århundredes moderne amerikanske kunst.